# Municipio de Paris (Míchigan)
El municipio de Paris (en inglés: Paris Township) es un municipio ubicado en el condado de Huron, en el estado norteamericano de Míchigan. En el año 2010 tenía una población de 481 habitantes y una densidad poblacional de 5,15 personas por km².

## Geografía
El municipio de Paris se encuentra ubicado en las coordenadas 43°44′7″N 82°49′45″O / 43.73528, -82.82917. Según la Oficina del Censo de los Estados Unidos, el municipio tiene una superficie total de 93,31 km², de la cual 93,28 km² corresponden a tierra firme y (0,04%) 0,03 km² es agua.

## Demografía
Según el censo de 2010, había 481 personas residiendo en el municipio de Paris. La densidad de población era de 5,15 hab./km². De los 481 habitantes, el municipio de Paris estaba compuesto por el 97,3% blancos, el 2,49% eran afroamericanos y el 0,21% eran asiáticos. Del total de la población, el 0,62% eran hispanos o latinos de cualquier raza.